# Mirail
Pour les articles homonymes, voir Le Mirail.
Pour l’article ayant un titre homophone, voir Mirai.
 (juillet 2010).
Si vous disposez d'ouvrages ou d'articles de référence ou si vous connaissez des sites web de qualité traitant du thème abordé ici, merci de compléter l'article en donnant les références utiles à sa vérifiabilité et en les liant à la section « Notes et références ».
Le Mirail, en occitan Le Miralh , est un ensemble composé de trois quartiers de Toulouse, en rive gauche de Garonne : du nord au sud, Mirail-Université, La Reynerie et Bellefontaine. Ils forment le quartier numéro 17 de la ville de Toulouse en Haute-Garonne. 67 % des logements de cet ensemble sont des logements sociaux. Au recensement de 1999, Bellefontaine comptait environ 8 900 habitants, La Reynerie 9 800 et Mirail-Université 4 300. 
Par analogie, le quartier prioritaire appelé Grand Mirail a été étendu aux grands ensembles antérieurs qui le jouxtent (Bagatelle, La Faourette, Papus, Tabar, Bordelongue, Basso Cambo, etc.) formant un quartier de 32 291 habitants,.

## Toponymie
Le Mirail, en rive gauche de Garonne, se trouve dans l'aire linguistique de l'occitan gascon de variante orientale, d'expression essentiellement orale liée à une ruralité dépendante de la domination Toulouse de culture languedocienne.
Le Mirail, domaine rural d'un bourgeois de Toulouse, surnommé Miralh, car tenant en cette ville une hôtellerie "Le Miralh" (Le Miroir).  
Cf. Château du Mirail (Toulouse), Histoire 
Mirail, en occitan Miralh, "miroir", du latin miráculu(m)
Prononciation de Miralh:
- en languedocien toulousain d'origine : [miral]
- en gascon local : [miraʎ] , similaire à Mirail

## Situation

Position du quartier no 17 regroupant les quartiers du Mirail dans la ville de Toulouse

Les quartiers du Mirail sont situés dans le sud-ouest de Toulouse, juste à l'extérieur du périphérique toulousain. Ils se situent sur une zone qui se trouve grossièrement centrée selon un axe nord-sud sur la frontière entre la plaine basse de la Garonne et la première terrasse alluviale.

## Histoire

### Antiquité
Un aqueduc romain alimenté par de nombreuses sources d'eau traversait les quartiers actuels de Bellefontaine, Reynerie et Mirail Université.

### Époque contemporaine

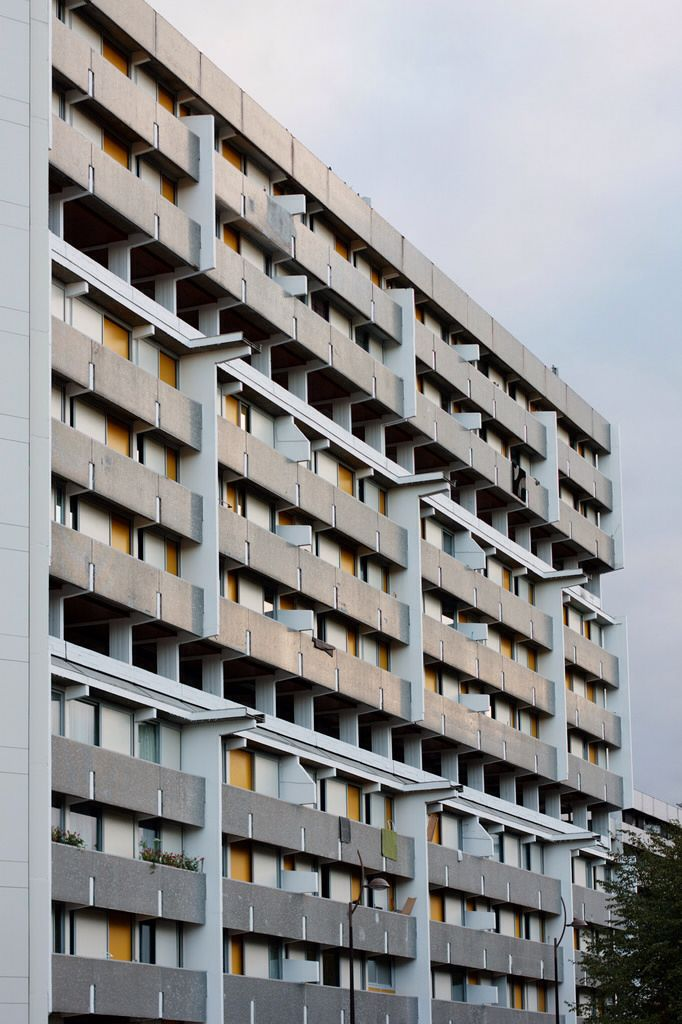
Une des nombreuses barres d'immeubles du Mirail, ici à Bellefontaine, ou dans le langage populaire "Belfont".

La construction de Bellefontaine est une des premières étapes de la construction du Mirail. En 1961, la municipalité SFIO de Toulouse, dirigée par Louis Bazerque, sensibilisé par le débat du moment sur « Paris-Parallèle »,, lance un concours pour un plan d'urbanisation. Les architectes Georges Candilis, P. Dony, Alexis Josic, Shadrach Woods accompagnés des ingénieurs H. Piot, J. N. Doulikian et Jean François emportent le concours. Ce n'est qu'en octobre 1964 que le quartier de Bellefontaine est commencé. La construction du quartier, constitué essentiellement d’HLM, pourra être terminée en 1972. Elle doit répondre à un besoin de logement. Ces logements sont censés accueillir les jeunes ménages, les étrangers. Le centre régional prévu sur le projet se constitue au coup par coup: hypermarché Casino, trois organismes administratifs ou para-administratifs, l'école d'architecture, la radiotélévision, la Direction régionale des Douanes et le siège régional du Parti communiste français. Les zones d'activités sont situées à la périphérie, comme prévu. Mais le constat est amer, tant de la part de l'architecte qui parle d'un "ghetto des pauvres", que de la part du maire : « Ce fut mon grand échec. J'aurais voulu qu'il n'y ait pas de ségrégation, que soit mixés HLM, logements moyens et standing ». C’est un réel problème puisqu'il a contribué à une ségrégation physique entre la ville et les quartiers.
Le quartier du Mirail est isolé par les zones industrielles qui l’entourent, mais aussi par la rocade.

### Projet architectural et construction

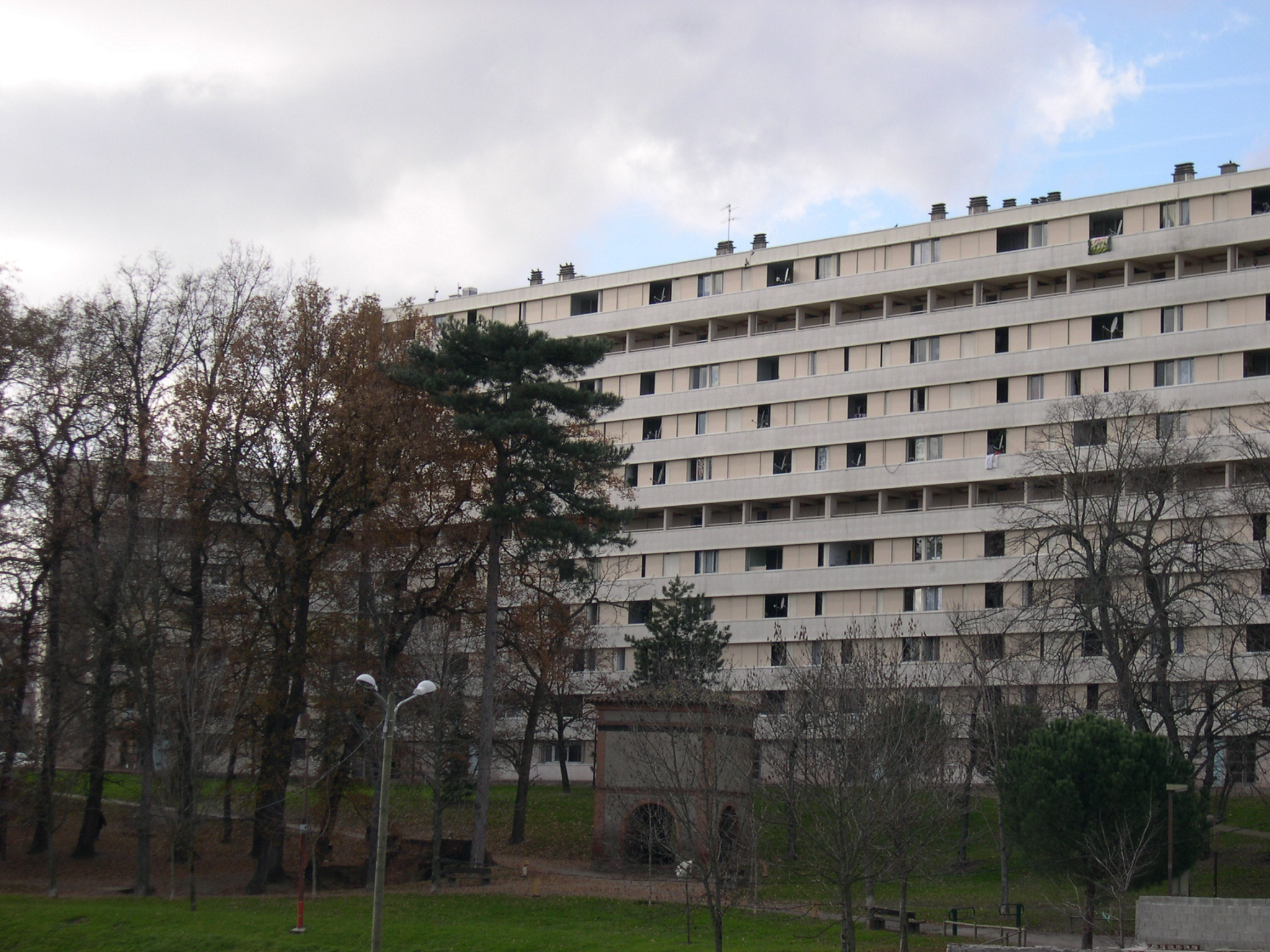
Un immeuble à Bellefontaine. On distingue les coursives aux 5e et 9e étages.

Au début des années 1960, l'équipe de l'architecte Georges Candilis gagne un appel d'offres de la mairie de Toulouse pour un projet de ville nouvelle à l'ouest de Toulouse, dans le cadre d'une procédure de Zone à urbaniser en priorité (ZUP). Le projet présenté reprend quelques principes d'urbanisme utilisés dans les grands ensembles de la région parisienne mais y ajoute des éléments novateurs dans la conception des circulations : la séparation des piétons et des véhicules par une dalle reliant les trois quartiers, associée à des coursives courant tout du long des barres d'immeubles aux 5e et 9e étages. La dalle couvre une partie importante des espaces de stationnement, et permet de rejoindre à pied les centres commerciaux et les équipements scolaires de chaque quartier sans jamais avoir besoin de marcher au niveau de la rue. L'idée générale est de faciliter le contact et les rencontres entre habitants, faisant du quartier un objet révolutionnaire que des urbanistes du monde entier viennent visiter[réf. nécessaire].
Organisées en tripodes formant des Y, les barres d'immeubles constituent des unités centrées sur des parcs, des jardins et des équipements (commerces, écoles, services). Des éléments du passé agricole de la zone sont conservés et sont intégrés dans les parcs, comme des pigeonniers. Des boulevards urbains marquent les limites des trois quartiers et assurent les connexions vers le centre-ville et les routes reliant les villages environnants.
Enfin, un lac artificiel est mis en place, résultant de la remontée de la nappe phréatique dans la zone creusée pour obtenir les graviers nécessaires à la fabrication du béton des constructions. Les abords du lac ont été aménagés en parc et espaces de jeux. Le lac sert également de tampon pour réguler le débit des eaux pluviales rejetées à la Garonne.

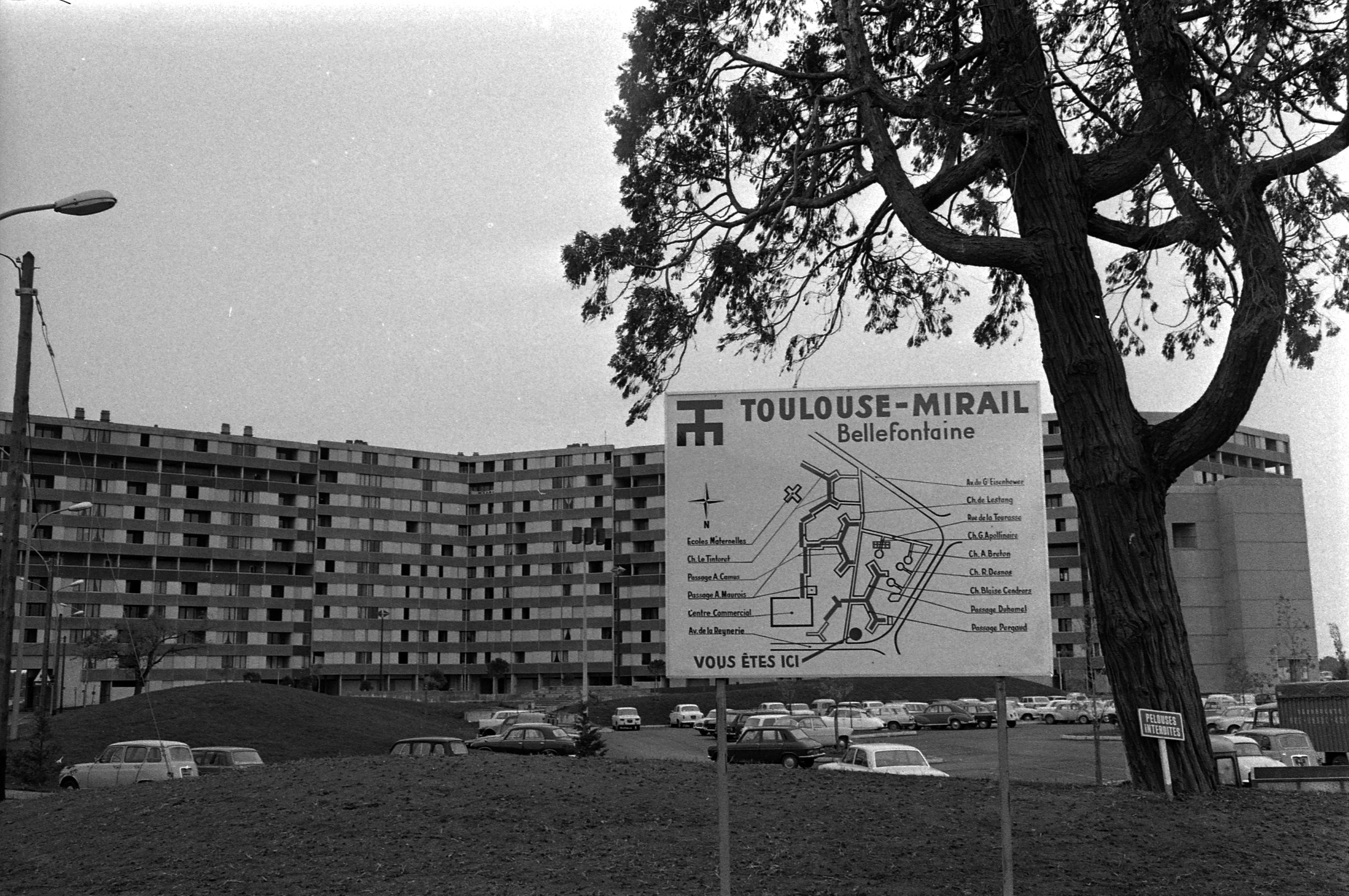
Plan de situation du quartier Mirail-Bellefontaine en 1970.

Les trois quartiers sont réalisés en plusieurs phases : Bellefontaine, La Reynerie puis Mirail-Université. Cependant, pour des raisons politiques puis économiques, le projet est remodelé, avec des distorsions notables par rapport aux plans initiaux. En effet, les autorisations nécessaires au démarrage des travaux tardent d'abord, entre les tergiversations et l'incompréhension d'un projet d'une ampleur alors inégalée, puis lorsqu'elles sont finalement délivrées, c'est l'économie qui se met à battre de l'aile vers la fin des années 1960. Le projet démarre donc avec 4 ans de retard, puis reste inachevé en 1972 alors qu'il est réalisé à un peu plus des deux tiers. L'urbanisation du dernier quartier se termine en particulier par la construction de pavillons, sous forme d'une « coulée verte », occupant une proportion de terrain sensiblement plus vaste que prévu. Finalement, au lieu d'accueillir cent mille habitants, le Mirail n'en héberge que moins de la moitié.

### Évolutions du quartier et réhabilitations
À la fin des années 1980, les commerces situés sur la dalle piétonne périclitent, les problèmes de vandalisme et d'insécurité dans les parkings vont croissant, moins liés à la forme architecturale du quartier qu’au chômage et à l’exclusion dont les habitants sont victimes. Ces facteurs conduisent finalement à la remise en cause du principe de la dalle dans les années 1990. Les commerces sont alors progressivement transférés dans des locaux situés au niveau de la rue, puis à l'occasion de l'arrivée du métro en 1993, une partie substantielle de la dalle est détruite lors du réaménagement de la place André-Abbal et des abords de la station de métro de Bellefontaine.
En 2001, la partie sud (Reynerie et Bellefontaine) est durement touchée par le souffle de l'explosion de l'usine AZF.
Les quartiers de La Reynerie et de Bellefontaine ont été la scène d'émeutes en 2005 et en 1998, les propulsant sur la scène médiatique. Le fort taux de chômage (supérieur à 30 % en 2013), la déscolarisation, une population d'origine immigrée nombreuse et en mal d'intégration en font des quartiers classés sensibles malgré la convivialité qui s'y développe.
Le Grand projet de ville (GPV), en phase de réalisation depuis 2005, a principalement pour objectif de réduire la proportion de logements sociaux à 50 % et de remplacer 1 363 logements répartis dans quelques barres par des logements neufs regroupés dans des immeubles plus petits (4 à 6 étages au maximum). Ce projet intègre en outre les quartiers Empalot, Bagatelle et La Faourette, les Izards et d'autres cités de l'agglomération. En outre, il a pour but de réorganiser les accès au quartier en restructurant les rues et passages et en donnant plus de lisibilité aux espaces.
Un projets de renouvellement urbain, le plus importants de la ville de Toulouse, celui du quartier de la Reynerie, lancé en 2019, prévoit que quatre barres d’immeubles tripodes, soit démoli, dans le cadres du projets de renouvellement urbain.

## Les quartiers

### Bellefontaine

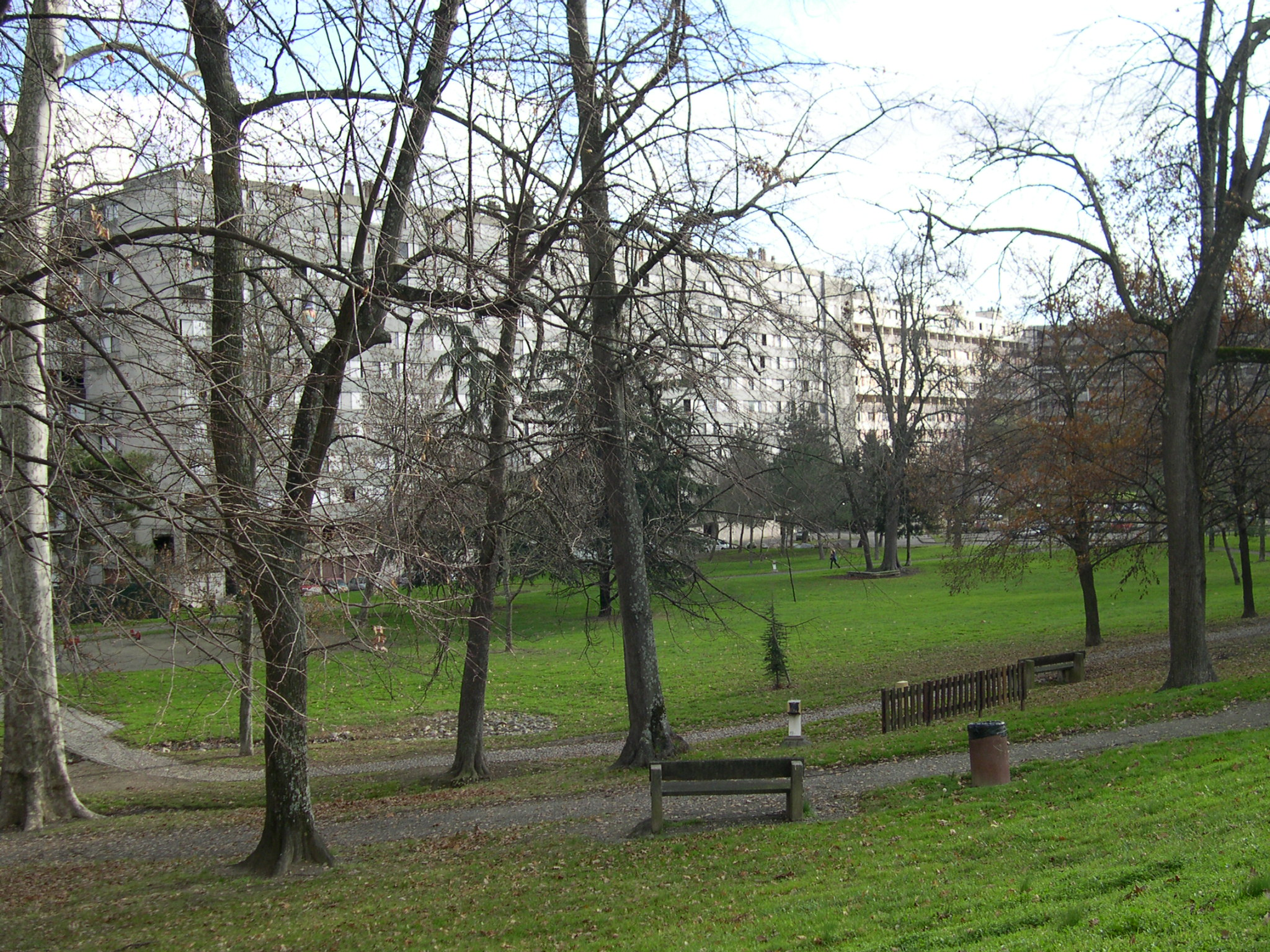
Bellefontaine : vue d'un parc intérieur entouré par des barres d'immeubles.
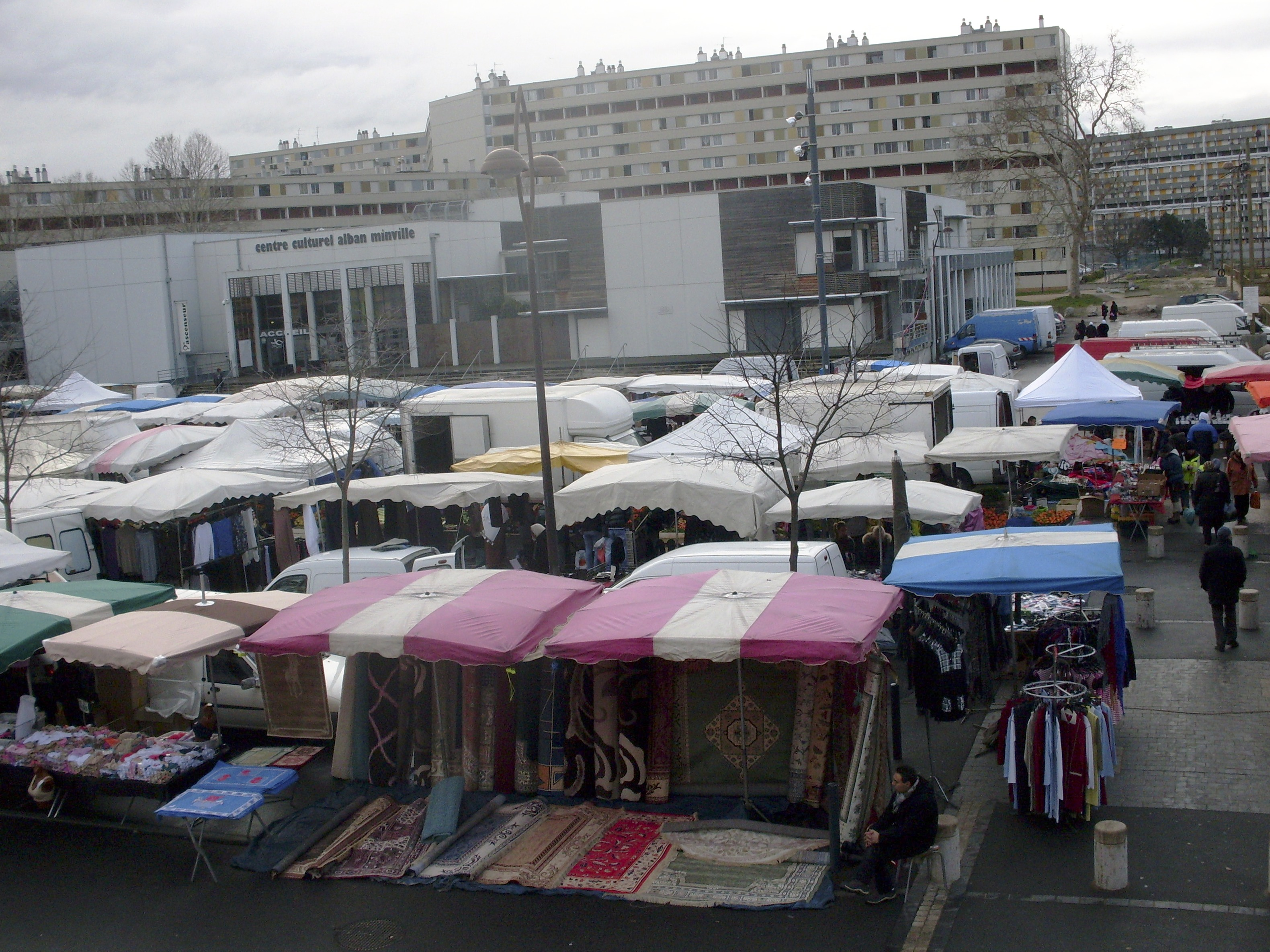
Jour de marché devant le centre culturel Alban Minville de Bellefontaine.
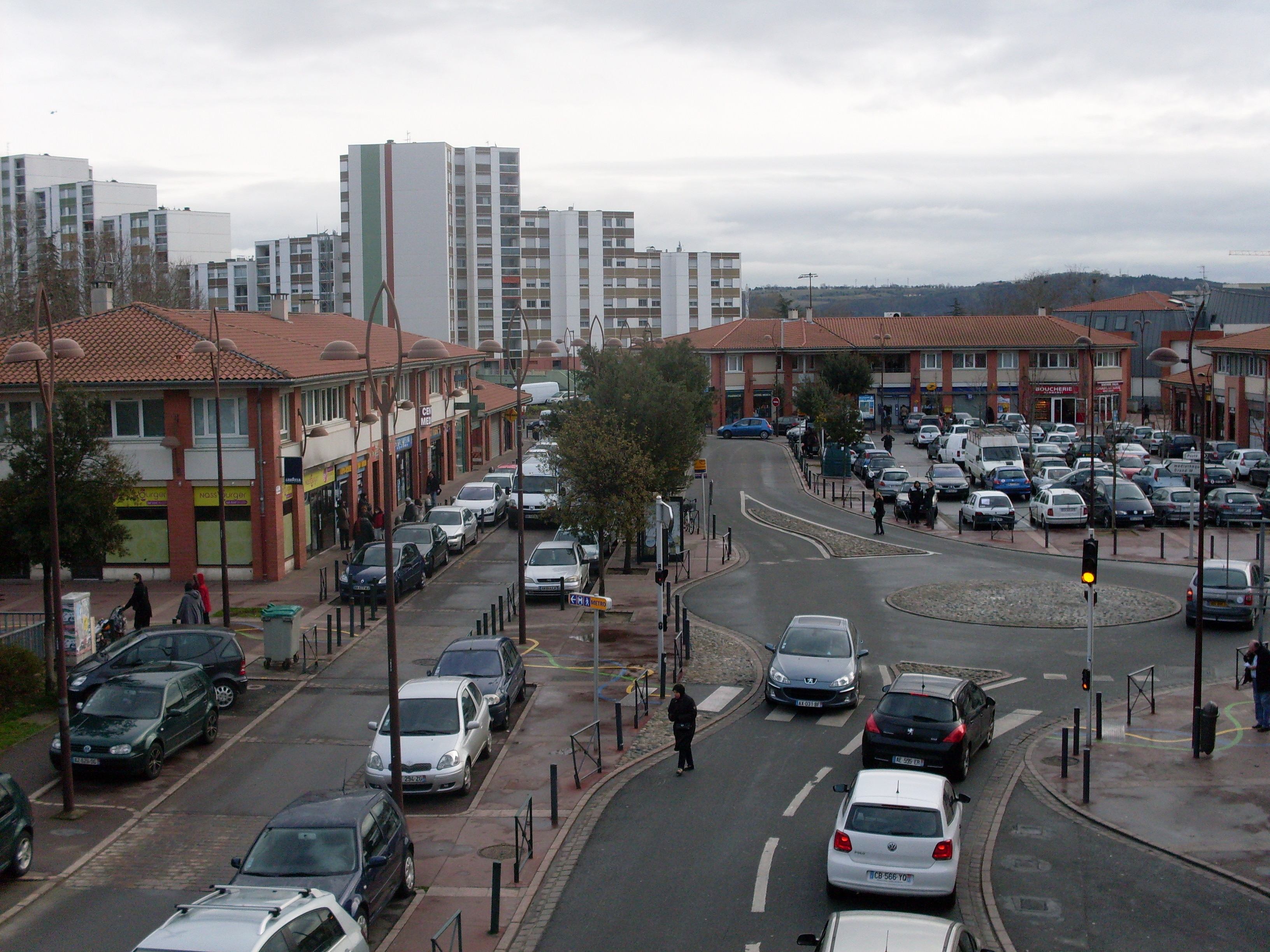
Bellefontaine depuis la passerelle de la station de métro.

Bâti sur le flanc de la première terrasse alluviale, le quartier est le lieu des premières réalisations de Candilis et de son équipe, laissant une large place à des espaces verts aménagés. La dalle piétonnière comprend initialement outre un centre commercial, un centre socio-culturel et sportif comprenant notamment un cinéma et une piscine municipale.
Le GPV a été l'occasion de restructurer entièrement la dalle et l'avenue principale : en 2006, la partie centrale de la dalle est rasée, ne laissant que les bâtiments du centre socio-culturel et une école maternelle. Le commissariat de police a été déplacé pour se retrouver en position centrale du quartier, à proximité immédiate de la station de métro.
Une usine d'incinération des ordures, implantée tout au sud du quartier dans les années 1970, fournit de l'eau chaude à la plupart des immeubles de logements des trois quartiers, tant pour les besoins de chauffage que d'eau chaude sanitaire.

### La Reynerie

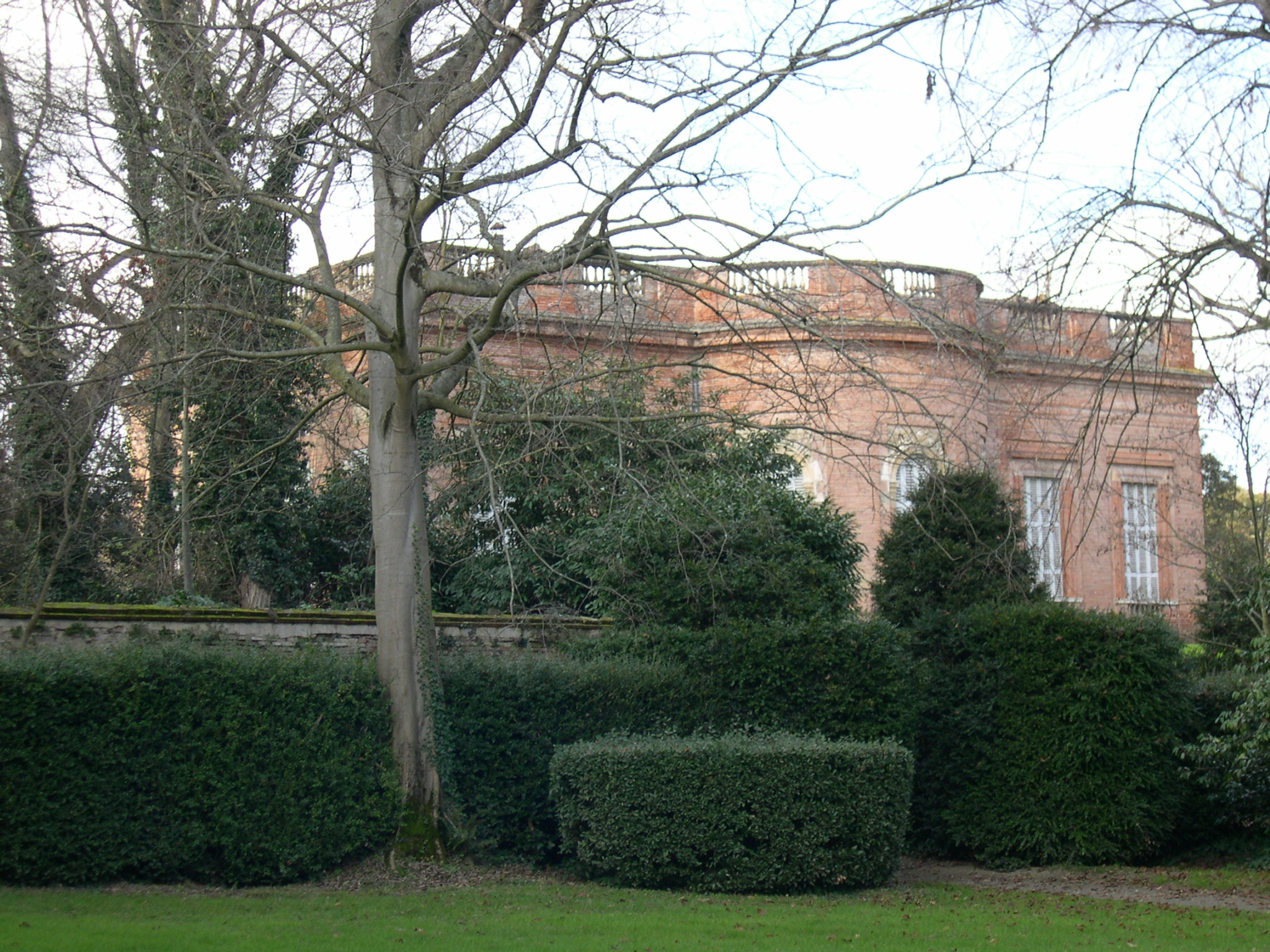
Le « château » de Reynerie, vu du parc municipal attenant.

Le quartier doit son nom au petit château, une folie, construit en 1781 par Guillaume Dubarry. Ce pavillon est également situé sur le flanc de la première terrasse alluviale, dominant le lac. De nombreux espaces verts séparent les parties bâties du quartier, dont le parc à la française, qui entoure le château.

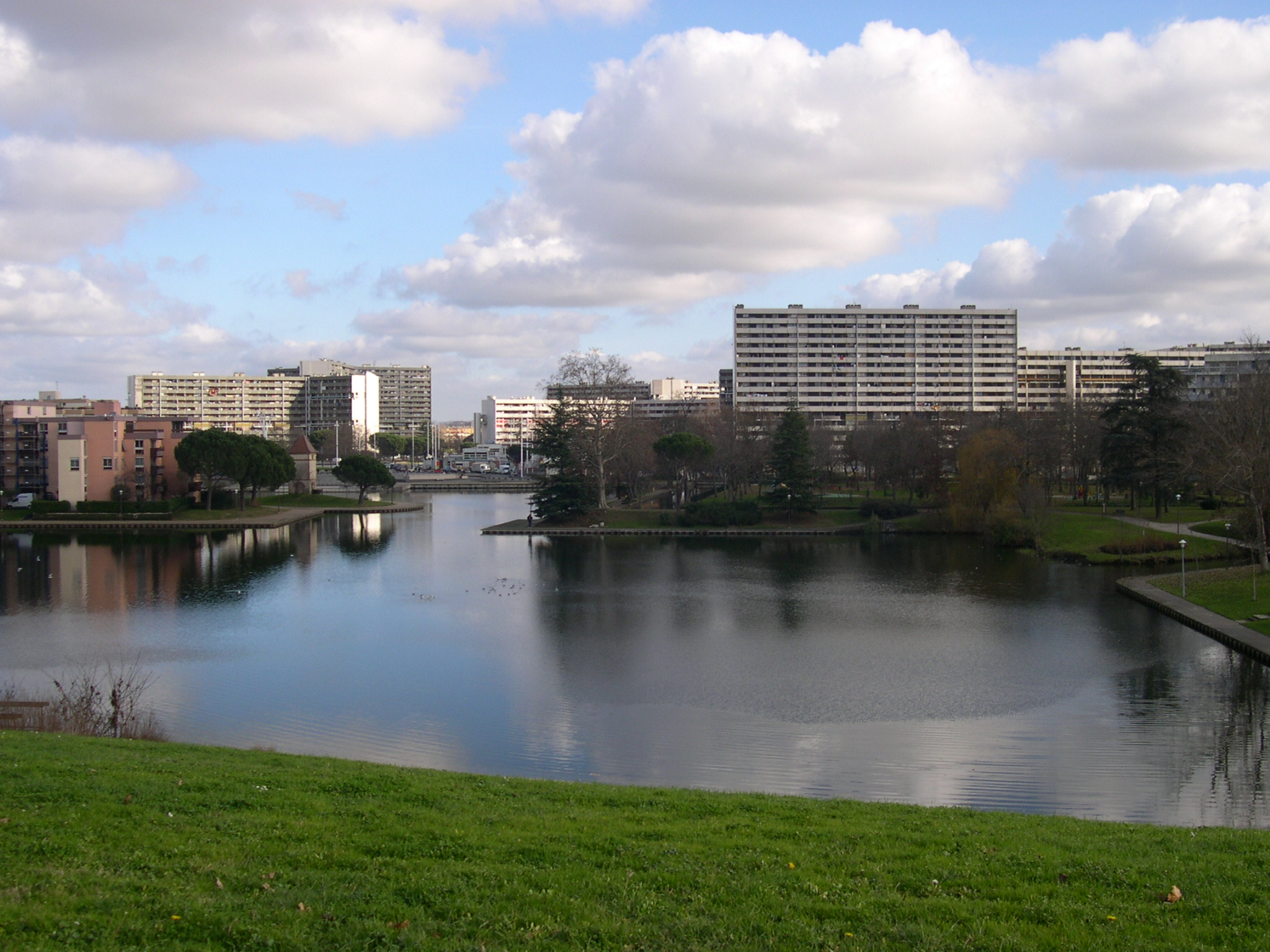
Vue du centre du quartier depuis les hauteurs dominant le lac.

Une station de métro se trouve à moitié enterrée sous la partie est du lac, permettant de rallier le centre-ville en environ 15 minutes. Le quartier est situé à l'ouest de la ville, dont il est séparé par le périphérique ouest, seulement franchi par un pont, un viaduc de métro et un passage souterrain.

Un festival de musiques du monde, "Racines", y est né à la fin des années 1980. Arrêté durant plusieurs années à la suite de problèmes financiers et des divergences entre ses créateurs et la Mairie, il a repris en 2004 sous la houlette de cette dernière. Il propose chaque année vers la mi-juin, au bord du lac, des concerts et un village de tentes permettant de découvrir les cultures des nombreuses nationalités représentées sur le quartier. Le lac sert également de décor à un feu d'artifice, offert par la mairie, tiré tous les ans le 13 juillet, à la veille de la fête nationale.

### Mirail-Université
Le quartier est centré sur l'université Toulouse - Jean Jaurès (anciennement université de Toulouse II - Le Mirail), qui accueillait en 2011 près de 22 000 étudiants. Les formations offertes par cette université sont principalement littéraires et sciences humaines, exception faite pour les formations en informatique ou en mathématiques appliquées et sciences sociales. Il comprend assez peu d'ensembles collectifs par comparaison avec les deux autres quartiers.
Un lycée polyvalent est implanté tout au nord du quartier, accueillant environ un millier d'élèves de tout l'ouest de l'agglomération.

## Lieux et monuments
- Parc de la Reynerie
  - Château de la Reynerie
- Parc du Mirail
  - Château du Mirail

## Voies de communications et transports
Les trois quartiers sont desservis par le métro, à raison d'une station par quartier portant le nom de ces quartiers : Mirail-Université, Reynerie et Bellefontaine, et par le réseau de voies rapides urbaines de l'agglomération : le périphérique ouest, la rocade Arc-en-ciel et l'A64. La desserte bus est par contre très peu développée : la ligne 14 du réseau de bus Tisséo longe les quartiers par leurs avenues et le seul point bien desservi est le centre commercial Géant Casino de Basso Cambo (une dizaine de lignes de bus y faisant terminus et le métro).

### Transports en commun
- Basso Cambo
  - L4
  - 141821464748495053575887117
  - 388

- Bellefontaine
  - 14

- Reynerie

- Mirail – Université
  - 14

- Bagatelle (Grand Mirail)
  - 13

- Gallieni-Cancéropôle (Grand Mirail)
  - TER Occitanie
  - L4L5
  - 13152

- Cité Scolaire Rive Gauche
  - 141887

### Axes routiers
- Autoroute A620 (rocade ouest) : Accès n°26 (La Faourette)
- Autoroute A64 : Accès n°38 (Saint-Simon)